# Val van Thucydides

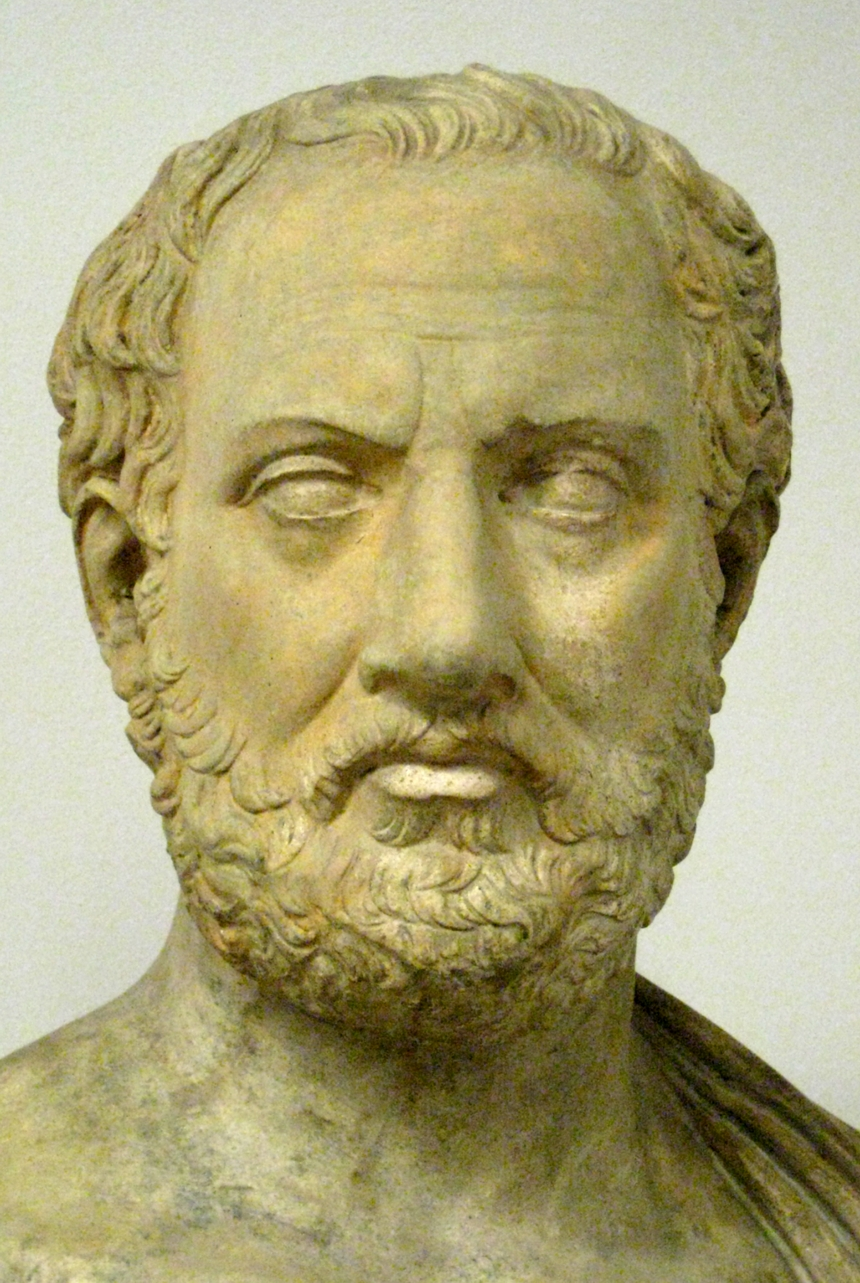
Thucydides.

De val van Thucydides is een term die door de Amerikaanse politicoloog Graham Allison is gepopulariseerd om een schijnbare tendens naar oorlog te beschrijven wanneer een opkomende grootmacht een bestaande grootmacht dreigt te verdringen in zijn regionale of internationale hegemonie. De term is bedacht en wordt voornamelijk gebruikt om een mogelijk conflict tussen de Verenigde Staten en China te beschrijven.
De term is gebaseerd op een citaat van de oude Atheense historicus en militaire generaal Thucydides, waarin hij stelde dat de Peloponnesische Oorlog tussen Sparta en Athene onvermijdelijk was vanwege de Spartaanse angst voor de groei van de Atheense macht.